# Wiktor Wassiljewitsch Torschin
Wiktor Wassiljewitsch Torschin (russisch Виктор Васильевич Торшин, in der deutschsprachigen Presse auch als Viktor Torschin bezeichnet; * 21. März 1948 in Berlin; † 20. August 1993 in Minsk) war ein sowjetischer Sportschütze.
Torschin gewann bei den Olympischen Sommerspielen 1972 in München die Bronzemedaille im Schießen mit der Schnellfeuerpistole. Zudem wurde er 1974 Weltmeister. Er starb im August 1993 beim Sturz von einer Treppe auf dem Armeeschießstand in Minsk. Über ebendiesen fehlenden Treppenabsatz stürzte wenige Monate zuvor im Januar 1993 bereits der vormalige Europameister Iwan Denisjuk tödlich.